# Robbinstapaculo

Verbreitungsgebiet (grün) des Robbinstapaculos in Ecuador

Der Robbinstapaculo (Scytalopus robbinsi) ist eine Vogelart aus der Gattung Scytalopus in der Familie der Bürzelstelzer. Er kommt an den Pazifikhängen der Anden im Südwesten Ecuadors in den Provinzen Azuay und El Oro vor. Das Artepitheton ehrt den US-amerikanischen Ornithologen Mark B. Robbins (* 1954) für seine bedeutenden Beiträge zur neotropischen Ornithologie.

## Merkmale
Der Robbinstapaculo erreicht eine Körperlänge von 11 cm. Männchen erreichen ein Gewicht von 18,1 bis 21 g, Weibchen ein Gewicht von 18,7 bis 19,5 g. Das Männchen ist an der Oberseite meist dunkelgrau mit schwärzlich getippten Federn. Der Unterrücken, die Oberschwanzdecken, der Bürzel (manchmal) und inneren Schwungfedern sind meist dunkelbraun oder der Bürzel ist zimtbraun gebändert. Der Schwanz ist schwärzlich. Die Unterseite ist grau. Die Bauchfedern weisen manchmal breite, aber undeutliche, silbrige Spitzen auf. Die Flanken, der äußerste Unterbauch und die Unterschwanzdecken sind zimtbraun und schwärzlich gestreift. Die Iris ist dunkelbraun. Der Schnabel ist schwärzlich. Der Lauf ist vorne und außen braun bis dunkelbraun, hinten und an der Innenseite etwas heller. Beim Weibchen sind der Hals und der Obermantel braun. Die braunen Flügeldecken haben schwarze Subterminalflecken oder -binden. Die Schwungfedern haben einen gelbbraunen Flecken an der Spitze der Außenfahnen. Die Kehle ist etwas heller. Die Oberbauchfedern weisen manchmal deutliche weiße Flecken auf. Der gesamte Unterbauch ist zimtbraun mit einer schwarzen Bänderung. Die unbefiederten Körperstellen sind wie beim Männchen. Die juvenilen Vögel sind nicht beschrieben.

## Lebensraum
Der Robbinstapaculo bewohnt das Unterholz von Feuchtwäldern in den Bergausläufern und in der niedrigen subtropischen Zone in Höhenlagen von 700 bis 1250 m. Er kommt in einer anderen Höhenlage als der Schwarztapaculo (Scytalopus latrans) in derselben Bergregion vor.

## Lebensweise
Der Robbinstapaculo geht am oder in der Nähe des Bodens auf Nahrungssuche. Der untersuchte Mageninhalt von einigen Proben bestand aus Insekten, insbesondere Käfern. Die Nester und Eier sind unbeschrieben. Die Höhepunkte der Gesangsaktivität sind im September und Februar.

## Lautäußerungen
Der Gesang des Männchens (und möglicherweise des Weibchens) besteht aus einer minutenlangen Folge von Doppelnoten, wobei der zweite Teil tiefer als der erste ist. Das Weibchen antwortet mit fallenden Einzeltönen oder Tonreihen.

## Status
Die IUCN schätzt den Robbinstapaculo als „stark gefährdet“ (endangered) ein. Er ist selten und lokal innerhalb eines sehr kleinen bekannten Verbreitungsgebietes. Dokumentiert ist er aus der Region von Molleturo entlang der Straße von Cuenca (Azuay) und aus Buenaventura (El Oro). Neuere Nachweise stammen nur von der letztgenannten Fundstelle. Es gibt keine Populationschätzung, aber BirdLife International vermutet, dass 1900 bis 5000 ausgewachsene Individuen existieren. Aufgrund der weit verbreiteten Lebensraumfragmentierung und der Abholzung innerhalb ihres kleinen Verbreitungsgebietes wird angenommen, dass die Population rasch abnimmt. Obwohl er im geschützten Wald der Cordillera de Molleturo zu finden ist, sind das Reservat und seine Umgebung von Abholzung und Bergbau betroffen. Nur in einem kleinen Teil seines Verbreitungsgebietes sind Schutzmaßnahmen gewährleistet. Er kommt im 2200 ha großen Buenaventura-Reservat der Fundación de Conservación Jocotoco vor, wo er selten und die Population abnehmend ist.